# Жанакурылыс (Кызылординская область)
Жанакурылыс (каз. Жаңақұрылыс) — село в Аральском районе Кызылординской области Казахстана. Административный центр и единственный населённый пункт Жанакурылысского сельского округа. Код КАТО — 433236100.

## Население
В 1999 году население села составляло 890 человек (454 мужчины и 436 женщин). По данным переписи 2009 года, в селе проживало 890 человек (456 мужчин и 434 женщины).